# 观澜中学
观澜中学位于深圳市龙华区观澜街道育才路1号，是深圳市龙华区教育局下属的一所区重点学校。观澜中学是深圳三所百年老校之一。其余两座分别是南头中学和光祖中学。

## 学校历史

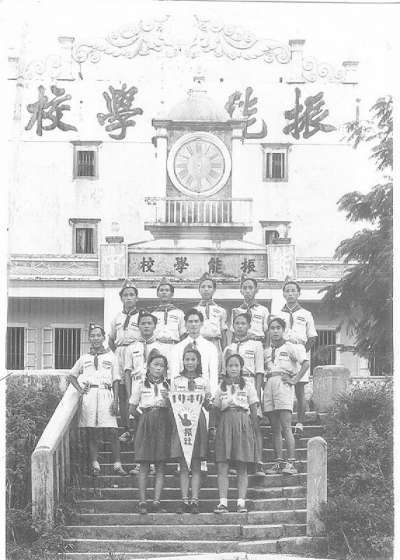
1949年的振能学校少儿组织“童子军”

- 1914年在松元厦设“永修斋”，称永修小学。
- 1929年在现在的观澜中学校址设立振能学校。
- 1936年筹办振能中学。
- 1948年，时任中华民国广东省政府主席 宋子文先生为“振能学校”题词：“英才蔚起”。[2]
- 1959年更名为宝安县观澜中学与小学部分开。
- 1993年定名为深圳市观澜中学。[3][4]

## 学校占地面积概况
学校占地78,663平方米，校舍建筑面积28,890平方米，校园绿化面积37,223平方米。

## 特色教育
- 近几年，跆拳道队获洲际赛事金牌8人次，全国比赛金牌74人次。[6]
- 在深圳举办第26届世界大学生运动会时，观澜中学四幅学生作品被选为赠送外国嘉宾的礼品。版画社师生先后受到了李岚清、刘云山、汪洋、黄华华、刘玉浦等领导的接见。[7]《羊城晚报》、《深圳商报》、《晶报》、《宝安日报》、深圳电视台等媒体都先后报道了学校。

## 著名校友[8]
- 陈炳林， 深南大道边邓小平画像作者。
- 巫定定，现任宝安区音协主席，深圳世界大学生运动会主题曲《深圳与世界没有距离》作曲者。
- 彭茂光，《深圳特区报》创始元老[9]